# Dorothea Kleine
Dorothea Kleine (* 6. März 1928 als Dorothea Morawietz in Krappitz, Oberschlesien; † 9. Januar 2010 in Cottbus) war eine deutsche Schriftstellerin.

## Leben
Dorothea Kleine arbeitete nach einem Studium des Journalismus von 1948 bis 1961 als Redakteurin bei verschiedenen Tageszeitungen der DDR. Danach war sie vorwiegend als Gerichtsreporterin tätig. Seit Anfang der Sechzigerjahre war sie freie Schriftstellerin. Sie verfasste eine Reihe von Kriminalromanen sowie zwischen 1968 und 1985 zehn Szenarien für Fernsehkrimis des DDR-Fernsehens, darunter 3 für Polizeiruf 110 und 4 für Der Staatsanwalt hat das Wort. Zu den besonderen Erfolgen in ihrem Schaffen gehört der biografisch geprägte Roman „Das schöne bißchen Leben“ (1985). Sie gestaltet darin eine Phase eigener Liebe und Enttäuschung unter der Last lebenslangen schweren Herzleidens. Weder davor noch danach beschränken sich ihre Sujets ausschließlich auf gesellschaftlich determinierte Kriminalfälle, mit denen sie sich literarisch auseinandersetzt. Als bemerkenswertes Spätwerk fügt sich der Krimi „Das Paradies ist anderswo“ (2009) in die Reihe erfolgreicher Romane und Erzählungen.
Die jahrzehntelang in Cottbus lebende Autorin vertrat die Interessen ihrer Kollegen als Vorsitzende des bezirklichen Schriftstellerverbandes, der sich nach 1989 auflöste. Dorothea Kleine erhielt 1974 den Carl-Blechen-Preis des Bezirks Cottbus; 1988 war sie Stadtschreiberin in Saarbrücken.

## Werke
- Die Rechnung ging nicht auf, Berlin 1963 (= Blaulicht, Heft 31)
- Der Ring mit dem blauen Saphir, Berlin 1964 (= Blaulicht, Heft 42)
- Mord im Haus am See, Berlin 1965
- Einer spielt falsch, Berlin 1969
- Annette, Rostock 1972
- Eintreffe heute, Rostock 1978, BS-Verlag-Rostock 2011
- Zwei weiße Orchideen, Berlin 1979
- Jahre mit Christine, Rostock 1980
- Das schöne bißchen Leben, Rostock 1985
- Traumreisen, Rostock 1989, BS-Verlag-Rostock 2011
- Ausflug mit Folgen, Lebach 1990
- Rendezvous mit einem Mörder, Berlin 1992
- Im Namen der Unschuld, Berlin 1995
- Christus kam nur bis Falkenberg, Berlin 1998
- Paula, liebe Paula, Berlin 2000
- Das Paradies ist anderswo, Rostock 2009
- Geh nicht so fügsam in die dunkle Nacht, Rostock 2010, ISBN 9783347287914